# Jærbanan
Jærbanan (norska: Jærbanen) är en järnvägssträcka mellan Stavanger och Egersund i västra Norge, som är en delsträcka av Sørlandsbanan (Oslo-Stavanger). Banan går genom det platta kustlandskapet Jæren.

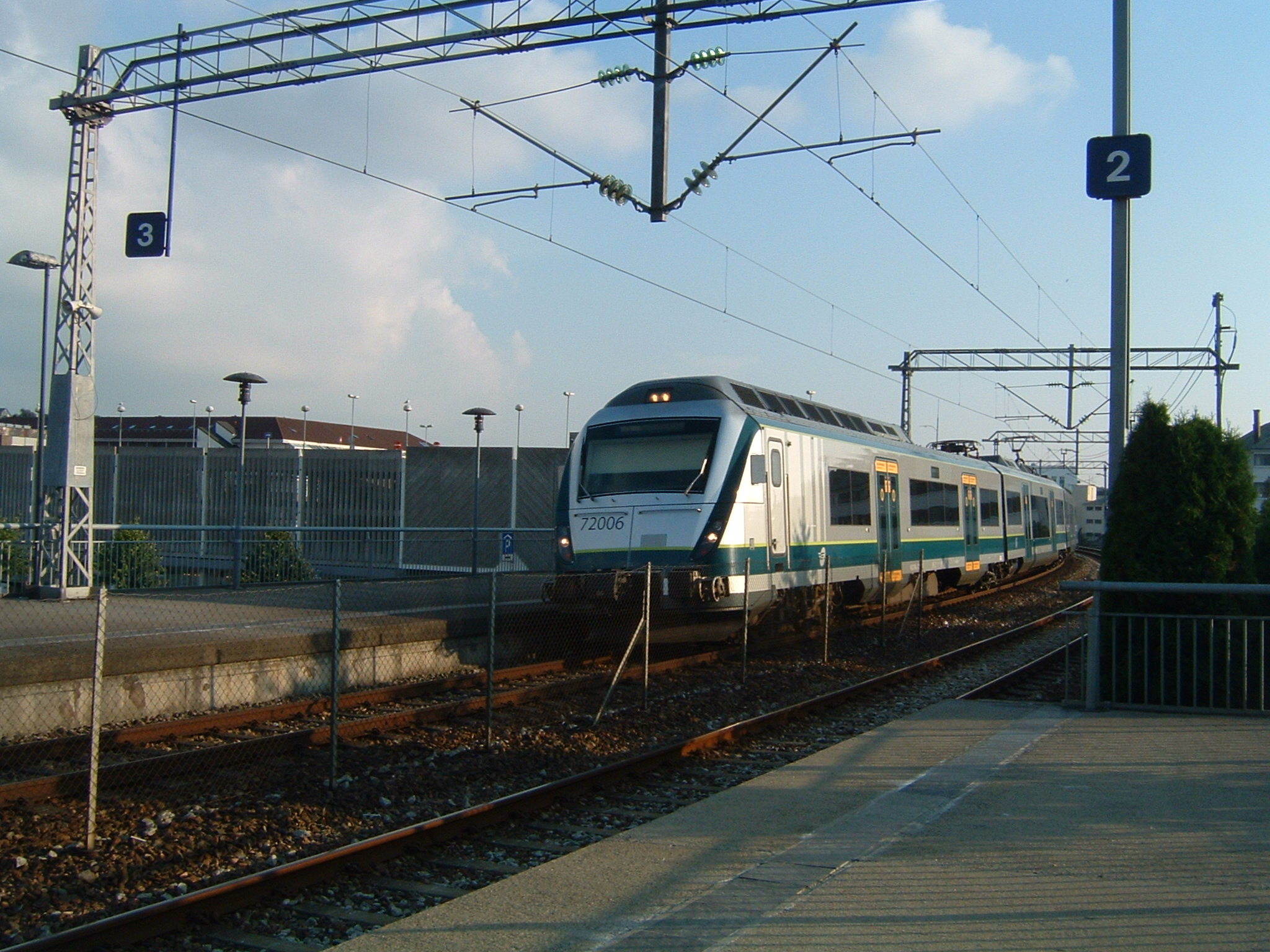
Lokaltåg på Sandnes station.

Jærbanan öppnades för trafik 1878 som smalspårig järnväg (1067 mm). Den breddades till normalspår (1435 mm) 1944 och elektrifierades 1956. År 2009 blev linjen dubbelspårig mellan Stavanger och Skeiane station (före detta Sandnes station). En ny godsterminal påbörjades också mellan Ganddal och Øksnevadporten.
Jærbanan har en sidobana, Ålgårdbanen, som går från Ganddal till Ålgård, en sträcka på 12 kilometer. Ålgårdbanen hade persontrafik från öppningen 1924 fram till 1955. Godstrafiken var kvar till 1988. Under sommaren kan man numera hyra dressin på den nedlaga Figgjo station, som nu är museum. 
Tidigare trafikerades sträckan av NSB/Vy, men från den 15 december 2019 trafikeras sträckan av Go-Ahead Norge.

## Stationer och hållplatser
- Stavanger stasjon
- Paradis holdeplass
- Mariero holdeplass
- Jåttåvågen holdeplass
- Hinna stasjon
- Gausel holdeplass
- Forus holdeplass
- Lura holdeplass
- Sandnes sentrum holdeplass
- Skeiane stasjon (före detta Sandnes stasjon)
- Ganddal stasjon. Se även Ålgårdbanen.
- Øksnevadporten holdeplass
- Klepp stasjon
- Bryne stasjon
- Hognestad holdeplass
- Nærbø stasjon
- Varhaug stasjon
- Vigrestad stasjon
- Brusand stasjon
- Ogna stasjon
- Sirevåg stasjon
- Vatnamot holdeplass
- Hellvik stasjon
- Maurholen holdeplass
- Egersund stasjon